# 多和平

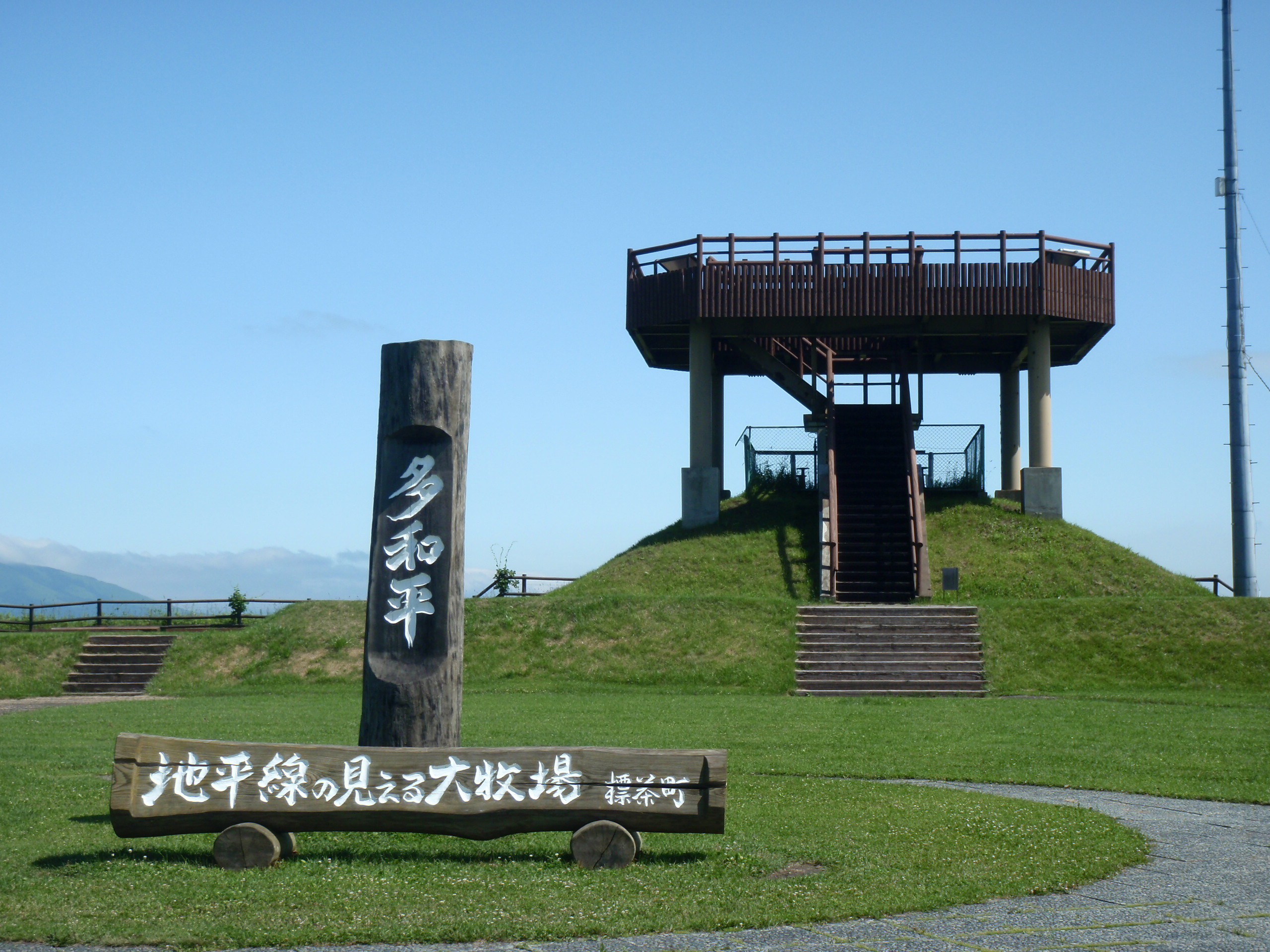
丘頂上の展望台と給水施設

多和平（たわだいら）は、北海道川上郡標茶町多和にある標高195.2mの丘。
丘の頂上には、給水中継ポンプと展望台があり、周囲360°の眺望が望める。“地平線の見える大牧場”を売り文句にしている。展望台周辺にはレストハウス（売店と食事、冬期休業）、キャンプ場がある。
比較的近隣に位置する開陽台（中標津町）、９００草原（弟子屈町）とともに、道東の広大な眺望を味わえる場所であり、家族連れや北海道ツーリングのライダーがキャンプに訪れたり、観光バスやレンタカーを利用した観光客も訪れる。
周辺一帯は標茶町育成牧場となっている。1279haの傾斜放牧地と404haの採草地を有し、夏期3000頭、冬期1800頭の乳牛を飼育する他、めん羊の飼育も行っている。

## アクセス
JR標茶駅から車で約20分。
- 北海道道1040号弟子屈熊牛原野線
- 標茶町有バス磯分内線で「多和平入口」下車